# Miguel Mayol
Miguel Mayol (ur. 18 maja 1981 r. w Zarate) – argentyński wioślarz.

## Osiągnięcia
- Mistrzostwa Świata – Kolonia 1998 – dwójka podwójna wagi lekkiej – 23. miejsce[1].
- Mistrzostwa Świata – Lucerna 2001 – czwórka podwójna wagi lekkiej – 9. miejsce[1].
- Mistrzostwa Świata – Poznań 2009 – czwórka podwójna wagi lekkiej – 7. miejsce[1].